# Behind the Cow
Behind the Cow (Za krávou) je píseň německé skupiny Scooter z alba The Ultimate Aural Orgasm z roku 2007. Jako singl vyšla píseň v roce 2007. Singl vznikl jako první v nové sestavě, kde Jaye Froga nahradil Michael Simon. Na písni i videoklipu se skupinou spolupracoval raper Fatman Scoop.

## Seznam skladeb
1. Behind The Cow (Radio Edit) - (3:36)
2. Behind The Cow (Extended Mix) - (6:33)
3. Behind The Cow (Spencer & Hill Bigroom Mix) - (6:32)
4. Behind The Cow (Spencer & Hill Dub Radio Edit) - (2:54)
5. Taj Mahal - (3:27)

## Umístění ve světě
| Hitparáda | Umístění |
| --------- | -------- |
| Švýcarsko | 78       |
| Rakousko  | 22       |
| Švédsko   | 59       |
| Finsko    | 3        |